# 大葆台站
大葆台站是一个位于中国北京市丰台区花乡街道葆台路、丰葆路交叉口，属于北京地铁房山线的地铁车站，于2010年12月30日投入使用。
大葆台站投入使用时是房山线市区一端的终点站，在本站设有临1路公交车前往大兴线新宫站并设置虚拟换乘，以解决房山线无法与其他线路换乘问题。2011年12月31日房山线向市区延长一站至郭公庄站，并在该站与9号线南段换乘，但两线仍无法与其他线路换乘，故临1路并未取消。不过随着9号线北段开通並全线通车，临1路已于2012年12月31日取消于本站开行。

## 位置
该站位于北京世界公园南门外，呈东北－西南走向。

## 结构
大葆台站为半地下车站，站台在地下而站厅在地上，侧式站台设计。这座车站于2009年10月30日开工，2010年1月28日主体结构封顶。月台西端设有一条渡线。
| 地面层 站厅层   | 站厅                                                                  | A—D出入口、客服中心、进出站闸机 |
| 地下一层 站台层 | 侧式站台，右側開门                                                    | 侧式站台，右側開门              |
| 地下一层 站台层 | █ 房山线非跨线车往东管头南 / 跨线车往国家图书馆 ( █ 9号线) （郭公庄） |                                 |
| 地下一层 站台层 | █ 房山线 往阎村东（稻田）                                             |                                 |
| 地下一层 站台层 | 侧式站台，右側開门                                                    |                                 |

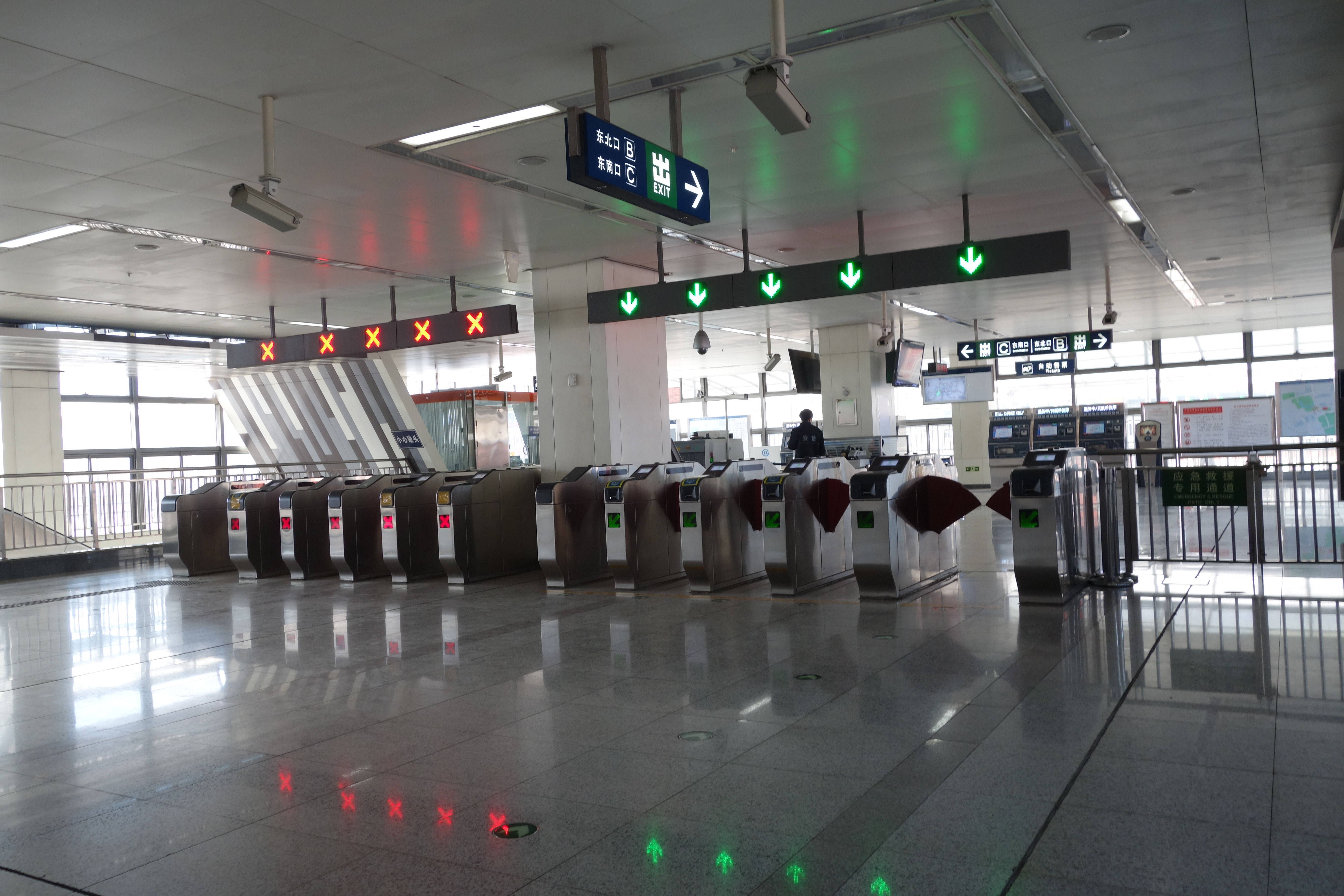
大葆台站东站厅（2014年3月摄）
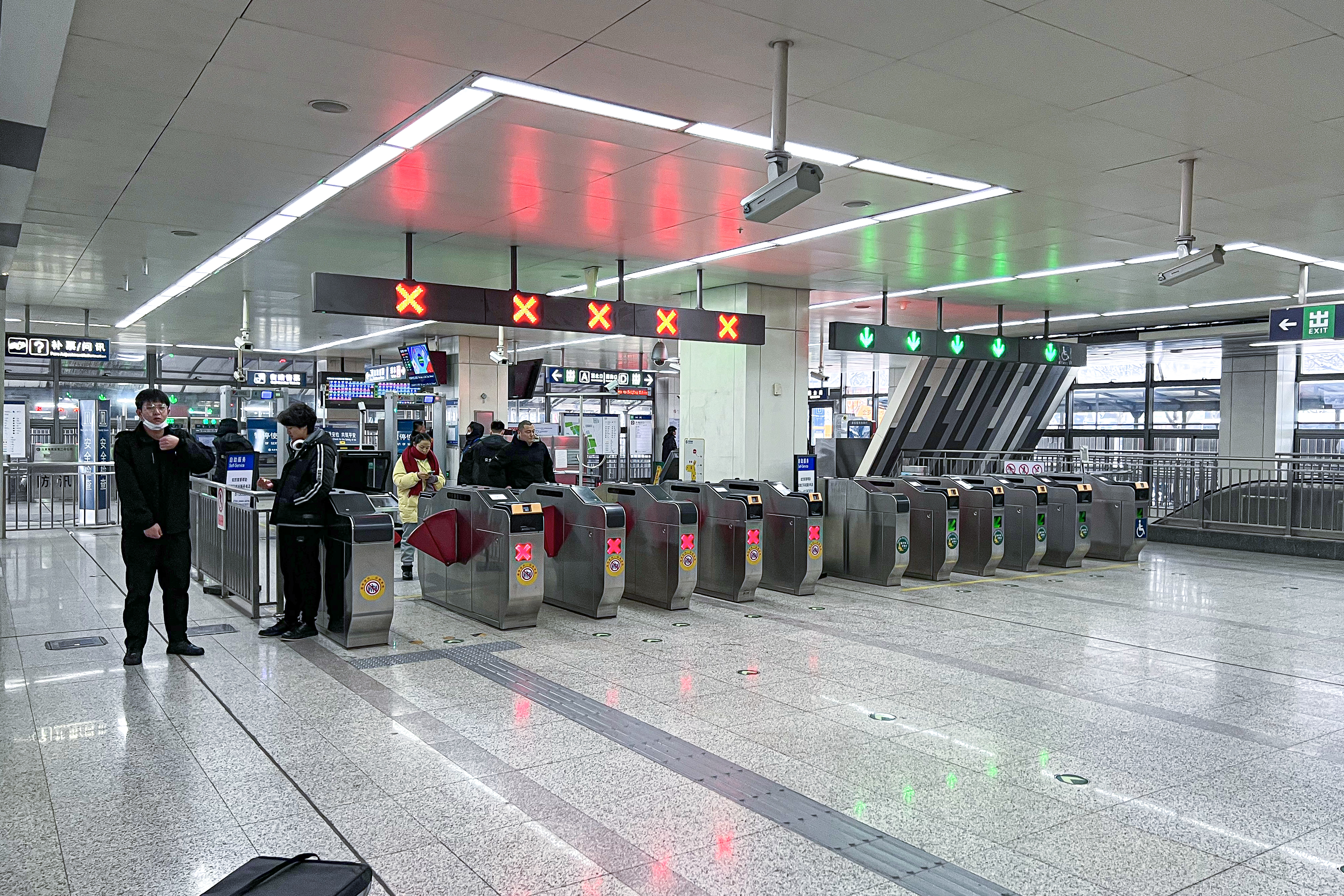
大葆台站西站厅（2023年12月摄）
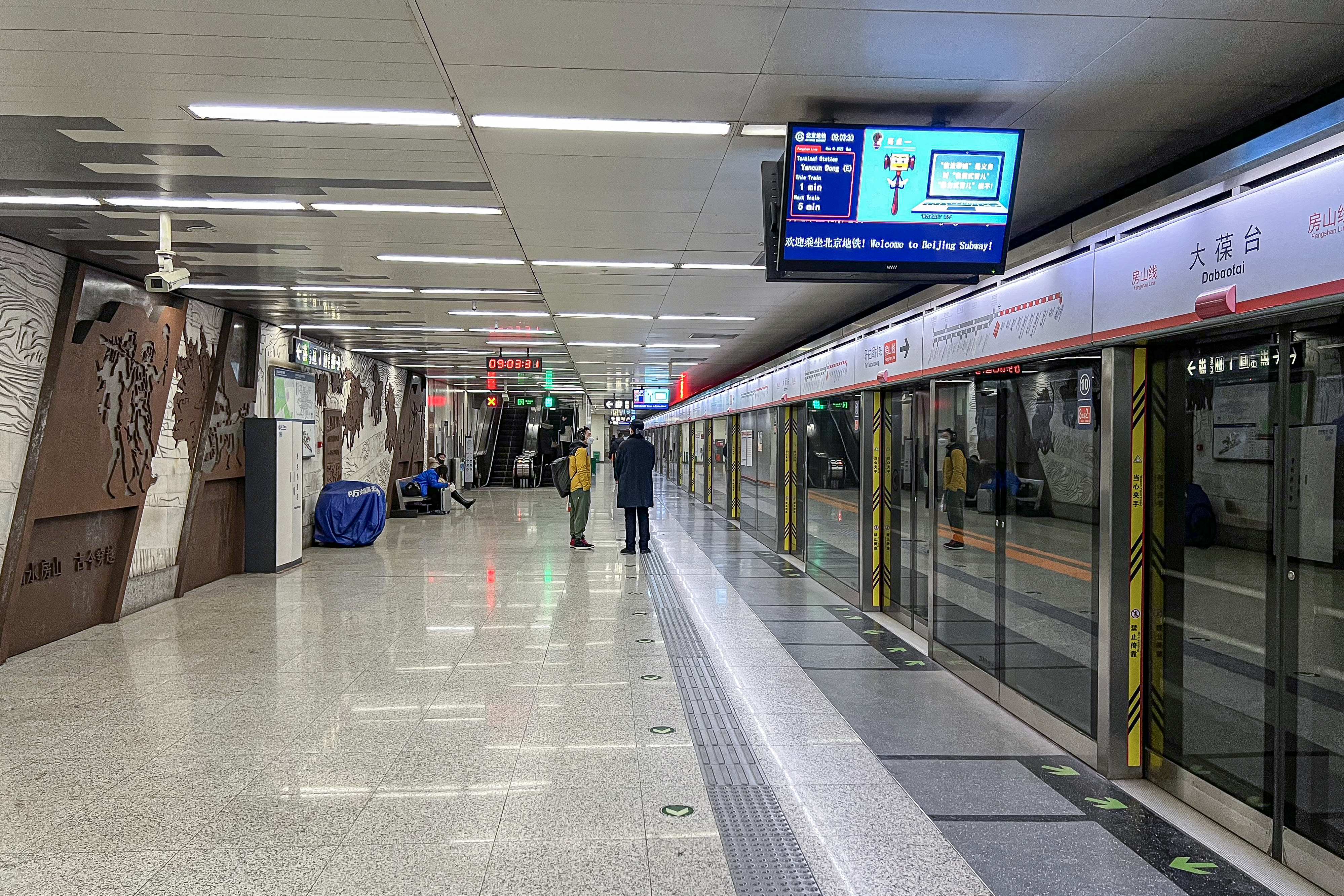
大葆台站阎村东方向站台（2023年12月摄）

## 出入口
|                           |          |                  |      |  |
| 编号                      | 指示     | 建议前往的目的地 | 图片 |  |
| 出口 · A · 无障碍通道标志 | 葆台北路 |                  |      |  |
| 出口 · B                  | 葆台北路 |                  |      |  |
| 出口 · C                  | 葆台北路 |                  |      |  |
| 出口 · D · 无障碍通道标志 | 葆台北路 |                  |      |  |
| 註： 設有                 |          |                  |      |  |

## 问题
由于没有基站设备，本站及其以北地下区间长期存在地铁车厢内手机信号不佳的问题，且相关问题直至2023年初仍未解决。大葆台站民用通信系统建设工程预计2024年年底完成。